# Liste d'œuvres de Johan Barthold Jongkind
Cette page fournit une liste chronologique d'œuvres de Johan Barthold Jongkind (1819-1891).

## Formation
| Image | Thème    | Titre                                  | Date      | Technique         | Dimensions   | Lieu de Conservation                    | Référence            |
| ----- | -------- | -------------------------------------- | --------- | ----------------- | ------------ | --------------------------------------- | -------------------- |
|       | Paysage  | Port sur une rivière en Hollande       | 1843      | huile sur bois    | 18 × 22 cm   | Collection privée, Vente 2012           | Catalogue Christie's |
|       | Paysage  | Le Pont Neuf                           | 1849-1850 | huile sur toile   | 55 × 82 cm   | Metropolitan Museum, New York           | Musée                |
|       | Marine   | Vue du port d'Harfleur                 | 1850      | huile sur toile   | 106 × 161 cm | Amiens, Musée de Picardie               | Notice Joconde       |
|       | Paysage  | Vue de Montmartre                      | 1850      | huile sur toile   | 40 × 50 cm   | Musée Boijmans Van Beuningen, Rotterdam | Base RKD             |
|       | Paysage  | Bateau-lavoir près du Pont Neuf, Paris | 1850      | huile sur panneau | 21 × 41 cm   | Collection privée, Vente 2011           | Catalogue Sotheby's  |
|       | Portrait | Autoportrait sous le soleil            | 1850      | aquarelle         | 20 × 16 cm   | Musée du Louvre                         | Musée                |
|       | Marine   | Frégates                               | 1850-1855 | huile sur toile   | 55 × 81 cm   | Clark Art Institute , Williamstown      | Musée                |
|       | Paysage  | Une rue à Landerneau                   | 1851      | huile sur toile   | 62 × 71 cm   | Musée d'Art de La Haye                  | Google Arts          |

## Les Salons et le Retour en Hollande
| Image | Thème   | Titre                                                               | Date | Technique         | Dimensions   | Lieu de Conservation              | Référence          |
| ----- | ------- | ------------------------------------------------------------------- | ---- | ----------------- | ------------ | --------------------------------- | ------------------ |
|       | Paysage | Vue du Quai d'Orsay anciennement Vue du Pont Royal à Paris          | 1852 | huile sur toile   | 27 × 41 cm   | Bagnères-de-Bigorre, musée Salies | Musées d'Occitanie |
|       | Paysage | Notre-Dame vue du quai de la Tournelle                              | 1852 | huile sur toile   | 28 × 40 cm   | Paris, Petit Palais               | Parismusées        |
|       | Paysage | Saint-Valery-en-Caux, coucher de soleil                             | 1852 | huile sur toile   | 107 × 169 cm | Otterlo, Musée Kröller-Müller     | Musée              |
|       | Paysage | Vue de Paris, la Seine, l'Estacade                                  | 1853 | huile sur toile   | 105 × 170 cm | Musée des beaux-arts d'Angers     | Musée              |
|       | Paysage | Vue sur la Seine en direction du Pont Royal et du Pavillon de Flore | 1853 | huile sur panneau | 26 × 41 cm   | Fondation Custodia , Paris        | Musée              |
|       | Paysage | La Mer à Étretat                                                    | 1853 | huile sur toile   | 53 × 63 cm   | Birmingham Museum and Art Gallery | Musée              |
|       | Paysage | Vue du Quai d'Orsay                                                 | 1854 | huile sur toile   | 44 × 66 cm   | Metropolitan Museum, New York     | Musée              |
|       | Paysage | Notre-Dame de Paris vue du quai Saint-Michel avec le Petit Pont     | 1854 | huile sur toile   | 27 × 40 cm   | Musée du Louvre                   | Musée              |
|       | Paysage | Notre-Dame de Paris Notre-Dame au clair de lune                     | 1854 | huile sur toile   | 47 × 73 cm   | Musée des Beaux-Arts de Reims     | Notice Joconde     |
|       | Paysage | Vue d'une rivière en France, Probablement près de Pontoise          | 1855 | huile sur toile   | 24 × 32 cm   | Rijksmuseum, Amsterdam            | Musée              |
|       | Paysage | Clair de Lune à Overschie (environs de Rotterdam)                   | 1855 | huile sur toile   | 111 × 146 cm | Paris, Petit Palais               | Parismusées        |
|       | Paysage | Sur le canal                                                        | 1855 | huile sur toile   | 45 × 72 cm   | Collection privée, Vente 1997     | Artnet             |
|       | Paysage | Rotterdam                                                           | 1856 | huile sur toile   | 94 × 107 cm  | Stedelijk Museum Amsterdam        | Musée              |
|       | Paysage | Vue d'Overschie                                                     | 1856 | huile sur toile   | 43 × 57 cm   | Musée de la Chartreuse, Douai     | Notice Joconde     |
|       | Marine  | Vue du Port de Rotterdam                                            | 1856 | huile sur toile   | 43 × 56 cm   | Musée Thyssen-Bornemisza, Madrid  | Musée              |
|       | Paysage | Moulins à vent près de Rotterdam                                    | 1857 | huile sur toile   | 43 × 55 cm   | Rijksmuseum Amsterdam             | Musée              |
|       | Paysage | Moulin près de Delft                                                | 1857 | huile sur toile   | 56 × 42 cm   | Musée Thyssen-Bornemisza, Madrid  | Musée              |
|       | Paysage | Environs de Bréda                                                   | 1857 | huile sur toile   | 30 × 46 cm   | Musée des Beaux-Arts de Houston   | Musée              |
|       | Paysage | Bateau en construction en bord de canal, Paysage hollandais         | 1857 | huile sur toile   | 42 × 56 cm   | Petit Palais, Paris               | Parismusées        |
|       | Paysage | Paysage                                                             | 1860 | huile sur toile   |              | Musée des Beaux-Arts de Chartres  | Musée              |

## Paris et l'École de Barbizon
| Image | Thème   | Titre                                                     | Date | Technique       | Dimensions | Lieu de Conservation                        | Référence           |
| ----- | ------- | --------------------------------------------------------- | ---- | --------------- | ---------- | ------------------------------------------- | ------------------- |
|       | Paysage | Ferme au bord du chemin à Saint-Parize-le-Châtel (Nièvre) | 1861 | aquarelle       |            | Collection privée vente 2017                | Catalogue Sotheby's |
|       | Paysage | Ruines du château de Rosemont                             | 1861 | huile sur toile | 34 × 56 cm | Musée d'Orsay, Paris                        | Musée               |
|       | Paysage | Paysage de Hollande                                       | 1862 | huile sur toile | 34 × 56 cm | Musée des Beaux-Arts de Houston             | Musée               |
|       | Paysage | Côte rocheuse à Sainte-Adresse                            | 1862 | huile sur toile | 33 × 46 cm | Rijksmuseum Twenthe                         | Musée               |
|       | Paysage | La Plage de Sainte-Adresse                                | 1863 | aquarelle       | 30 × 53 cm | Musée du Louvre                             | Notice Joconde      |
|       | Marine  | Entrée dans le Port de Honfleur                           | 1863 | huile sur toile | 42 × 56 cm | Art Institute of Chicago                    | Musée               |
|       | Paysage | Vue hivernale avec patineurs                              | 1864 | huile sur toile | 43 × 57 cm | Haarlem, musée Teyler                       | Musée               |
|       | Paysage | La Seine et Notre-Dame de Paris                           | 1864 | huile sur toile | 42 × 56 cm | Musée d'Orsay                               | Musée               |
|       | Paysage | Notre-Dame de Paris                                       | 1864 |                 |            | Musée des beaux-arts de Reims               | Musée               |
|       | Paysage | Petit canal sur la Seine près de Meudon                   | 1865 | huile sur toile | 35 × 47 cm | Berlin, Alte Nationalgalerie                | Musée               |
|       | Paysage | Bateaux en rade de Honfleur                               | 1865 | aquarelle       | 31 × 52 cm | Collection privée, Vente 2012               | Catalogue Bonhams   |
|       | Paysage | Les Patineurs en Hollande                                 | 1865 | huile sur toile | 35 × 47 cm | Musée national des beaux-arts du Québec     | Musée               |
|       | Paysage | Chemin de halage à Overschie                              | 1865 | huile sur toile | 34 × 43 cm | Musée Thyssen-Bornemisza, Madrid            | Musée               |
|       | Paysage | La Seine au Bas-Meudon                                    | 1865 | huile sur toile | 34 × 48 cm | Cleveland Museum of Art                     | Musée               |
|       | Paysage | Jetée à Honfleur                                          | 1865 | huile sur toile | 33 × 43 cm | Amsterdam, musée Van Gogh                   | Musée               |
|       | Paysage | Honfleur                                                  | 1865 | huile sur toile | 52 × 82 cm | Metropolitan Museum, New York               | Musée               |
|       | Paysage | Quai à Honfleur                                           | 1866 | huile sur toile | 32 × 46 cm | Le Havre, musée d'art moderne André-Malraux | Musée               |
|       | Paysage | Rue Notre-Dame, Paris                                     | 1866 | huile sur toile | 39 × 48 cm | Rijksmuseum, Amsterdam                      | Musée               |

## Séjours en Hollande de 1866 à 1869
| Image | Thème   | Titre                                                  | Date      | Technique       | Dimensions | Lieu de Conservation                    | Référence           |
| ----- | ------- | ------------------------------------------------------ | --------- | --------------- | ---------- | --------------------------------------- | ------------------- |
|       | Paysage | L'Église d'Overschie                                   | 1866      | huile sur toile | 30 × 51 cm | Art Institute of Chicago                | Musée               |
|       | Paysage | Coucher de soleil à Overschie                          | 1867      | huile sur toile | 45 × 32 cm | Rotterdam, musée Boijmans Van Beuningen | Musée               |
|       | Paysage | Moulins au Clair de Lune, Schiedam                     | 1867      | huile sur toile | 31 × 44 cm | Collection privée, vente 2019           | Auction.Fr          |
|       | Paysage | Coucher de soleil en Hollande                          | 1868      |                 |            | Musée des beaux-arts de Reims           | Musée               |
|       | Paysage | En Hollande, les barques près du moulin                | 1868      | huile sur toile | 52 × 81 cm | Musée d'Orsay                           | Musée               |
|       | Paysage | Une rue à Delft, le soir                               | 1868      | huile sur toile | 25 × 32 cm | Petit Palais                            | Parismusées         |
|       | Paysage | Démolition de maisons Rue des Francs-Bourgeois à Paris | 1868      | huile sur toile | 34 × 42 cm | Musée d'Art de La Haye                  | Base RKD            |
|       | Paysage | Bercy                                                  | 1868      | aquarelle       | 13 × 21 cm | Cleveland Museum of Art                 | Musée               |
|       | Marine  | Scène de Port en Hollande                              | 1868      | huile sur toile | 42 × 56 cm | Musée des Beaux-Arts de Boston          | Musée               |
|       | Marine  | La Passerelle, Hollande                                | 1868      | huile sur toile | 35 × 47 cm | Collection privée, Vente 2011           | Catalogue Sotheby's |
|       | Paysage | Scène à Delft                                          | 1868 vers | huile sur toile | 34 × 47 cm | Yale University Art Gallery, New Haven  | Musée               |
|       | Marine  | La Rivière près de Rotterdam                           | 1870      | huile sur toile | 24 × 33 cm | Collection privée, Vente 2006           | Catalogue Bonhams   |
|       | Paysage | Overschie au clair de lune                             | 1871      | huile sur toile | 22 × 27 cm | Rijksmuseum, Amsterdam                  | Musée               |

## Voyages et fin de carrière
| Image | Thème   | Titre                                                                    | Date      | Technique            | Dimensions  | Lieu de Conservation                        | Référence            |
| ----- | ------- | ------------------------------------------------------------------------ | --------- | -------------------- | ----------- | ------------------------------------------- | -------------------- |
|       | Paysage | Le Pêcheur à la ligne au bord d'un ruisseau                              | 1871      | Aquarelle sur papier | 19 × 31 cm  | Musée national des Beaux-Arts du Québec     | Musée                |
|       | Paysage | Saint-Parize-le-Châtel                                                   | 1871      | Aquarelle sur papier | 26 × 41 cm  | Musée de Groningue                          | Musée                |
|       | Paysage | L'Église Saint-Médard, Rue Mouffetard                                    | 1871      | huile sur toile      | 43 × 56 cm  | Norton Simon Museum, Pasadena               | Musée                |
|       | Paysage | La Rue de l'Abbé-de-l'Epée et l'église Saint-Jacques-du-Haut-Pas à Paris | 1872      | huile sur toile      | 47 × 33 cm  | Musée d'Orsay, Paris                        | Musée                |
|       | Paysage | La Route à Saint-Parize                                                  | 1872      | aquarelle            | 25 × 47 cm  | Musée du Louvre, Paris                      | Musée                |
|       | Paysage | Bergerie à Saint-Parize-le-Châtel dans la Nièvre                         | 1872      | aquarelle            | 28 × 48 cm  | Collection privée, vente 2014               | Catalogue Christie's |
|       | Paysage | Coucher de soleil en Hollande                                            | 1873      | huile sur toile      | 33 × 47 cm  | musée national des Beaux-Arts (Argentine)   | Musée                |
|       | Paysage | Canal en Hollande l'hiver                                                | 1873      | huile sur toile      | 25 × 32 cm  | Collection privée, Vente 2012               | Catalogue Bonhams    |
|       | Paysage | Canal à Rotterdam                                                        | 1873      | huile sur toile      | 115 × 84 cm | Musée de Rotterdam                          | Musée                |
|       | Paysage | Un paysage pastoral                                                      | 1873      | huile sur toile      | 42 × 53 cm  | Collection privée, Vente 2009               | Catalogue Bonhams    |
|       | Paysage | Boulevard des Invalides sous la neige                                    | 1874      |                      |             | Aix-les-Bains, musée Faure                  | Musée                |
|       | Paysage | La Maison de maître Adam Billaud à Nevers                                | 1874      | huile sur toile      | 80 × 67 cm  | Stedelijk Museum Amsterdam                  | Musée                |
|       | Paysage | Paris, le pont Marie et le quai des Célestins                            | 1874      | huile sur bois       | 23 × 32 cm  | Musée d'art moderne André-Malraux, Le Havre | Musée                |
|       | Paysage | Maisons au bord d'un canal près de Crooswijk                             | 1874      | huile sur toile      | 25 × 33 cm  | Rijksmuseum, Amsterdam                      | Musée                |
|       | Paysage | Le Port de Honfleur                                                      | 1875      | huile sur toile      | 36 × 49 cm  | Yale University Art Gallery, New Haven      | Musée                |
|       | Paysage | Percement du nouveau Boulevard de Port-Royal, Paris                      | 1875      | huile sur toile      | 32 × 52 cm  | Collection privée, Vente 2014               | Catalogue Christie's |
|       | Paysage | Église Saint-Séverin                                                     | 1877      |                      |             | Aix-les-Bains, musée Faure                  | Musée                |
|       | Paysage | La Rue Saint-Séverin                                                     | 1877      | huile sur toile      | 47 × 34 cm  | Musée Carnavalet , Paris                    | Parismusées          |
|       | Paysage | Le Boulevard de Port-Royal, Paris                                        | 1877      | huile sur toile      | 42 × 66 cm  | National Gallery, Londres                   | Musée                |
|       | Paysage | L'Isère à Grenoble                                                       | 1877      | Aquarelle            | 22 × 31 cm  | Musée du Louvre                             | Musée                |
|       | Paysage | Rue Saint-Jacques                                                        | 1878      |                      |             | Aix-les-Bains, musée Faure                  | Musée Hebert         |
|       | Paysage | Sur les quais de la Seine à Paris                                        | 1878      | aquarelle            | 30 × 47 cm  | Rotterdam, musée Boijmans Van Beuningen     | Musée                |
|       | Paysage | Rue du Faubourg-Saint-Jacques à Paris                                    | 1879      | huile sur toile      | 32 × 25 cm  | Fondation Custodia , Paris                  | Musée                |
|       | Paysage | La Ciotat                                                                | 1880 vers | huile sur toile      | 55 × 32 cm  | Rotterdam, musée Boijmans Van Beuningen     | Musée                |
|       | Paysage | Rotterdam au clair de lune                                               | 1881      | huile sur toile      | 34 × 46 cm  | Rijksmuseum, Amsterdam                      | Musée                |
|       | Paysage | Cimetière des Balbins                                                    | 1888      |                      |             | Aix-les-Bains, musée Faure                  | Jongkind en Dauphiné |

## Œuvre graphique
| Image | Thème   | Titre                                                        | Date      | Technique | Dimensions | Lieu de Conservation     | Référence      |
| ----- | ------- | ------------------------------------------------------------ | --------- | --------- | ---------- | ------------------------ | -------------- |
|       | Paysage | Sortie de la maison Cochin, faubourg Saint-Jacques (le soir) | 1878 ?    | estampe   | 49 × 32 cm | Château-Musée de Nemours | RMN            |
|       | Paysage | Polka à la Côte-Saint-André                                  | 1880 vers | dessin    |            | musée de Grenoble        | Musée          |
|       | Paysage | Maison au bord d'un canal en Hollande                        |           | dessin    |            | musée de Grenoble        | Notice Joconde |

## A documenter
| Image | Thème   | Titre                             | Date | Technique | Dimensions | Lieu de Conservation                  | Référence |
| ----- | ------- | --------------------------------- | ---- | --------- | ---------- | ------------------------------------- | --------- |
|       | Paysage | Un port                           | 1855 | aquarelle |            | Musée des beaux-arts de Rennes        |           |
|       | Paysage | Le Port de Honfleur               |      |           |            | Musée national des beaux-arts d'Alger |           |
|       | Paysage | Honfleur                          | 1863 | aquarelle |            | Bagnols-sur-Cèze, musée Albert-André  |           |
|       | Paysage | L'Auberge de la montée de Balbins | 1869 | aquarelle |            | Petit Palais, Paris                   |           |
|       | Paysage | Saint-Parize-le-Châtel            | 1872 | aquarelle |            | Statens Museum for Kunst, Copenhague  |           |
|       | Paysage | Rue de village                    |      | dessin    |            | musée de Grenoble                     |           |